# Melitaea apsara
Melitaea apsara är en fjärilsart som beskrevs av Colin W. Wyatt 1961. Melitaea apsara ingår i släktet Melitaea och familjen praktfjärilar. Inga underarter finns listade i Catalogue of Life.